# مساواة قائمة على الأصول

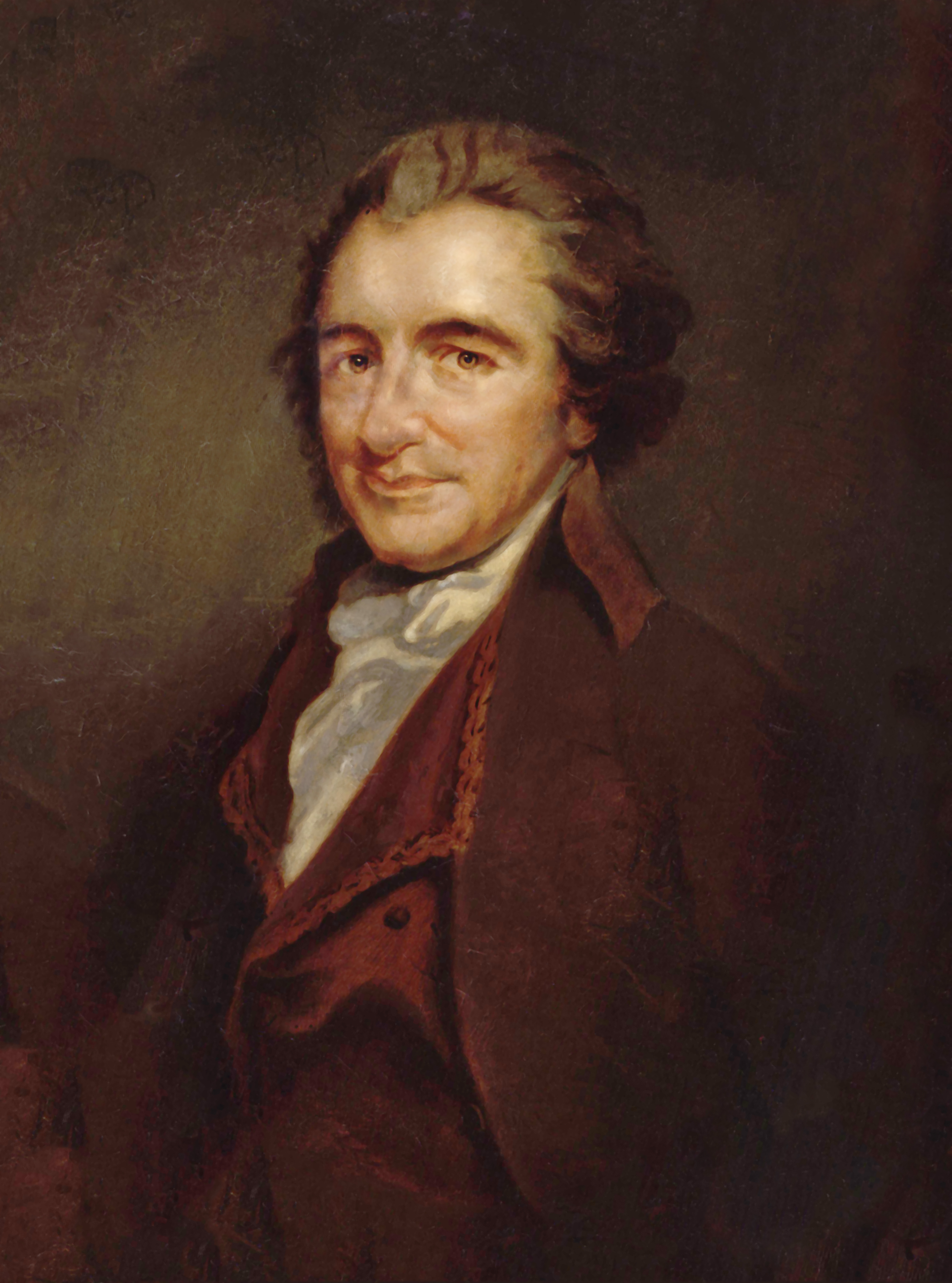
توماس باين

المساواة القائمة على الأصول هي شكل من أشكال المساواة الذي ينص على أن المساواة ممكنة من خلال إعادة توزيع الموارد والتي عادة ما تتخذ شكل منحة مالية مقدمة في سن البلوغ. وتتضمن الأسماء المستخدمة في تطبيق هذه النظرية في السياسة رأس المال الأساسي العام وأصحاب المصلحة، وهي مترادفات عامة في إطار المساواة في تكافؤ الفرص.

## التطور التاريخي
هذه الفكرة موجودة منذ أن استخدمها توماس باين (29 يناير 1737 – 8 يونيه 1809) في كتابه بعنوان Agrarian Justice (العدالة الزراعية) 1795، واستكمل بحثه الآخر حول الدخل الأساسي.
وظهرت مدرستان فكريتان مستقلتان حول هذا الموضوع تضم أفرادًا من حركة العمال الأمريكيين وعلماء من المدرسة البلجيكية.وعلى الرغم من ذلك، فإن نفس المنطق (الذي تقدمه المدرستان) وراء اقتراح رأس المال الأساسي هو إعادة توزيع الثروة وتموله عادة ضرائب التركات من أجل توفير مبلغ كبير من المال غير المشروط (أو أصول رأس المال) لمن يبلغ سن الرشد. وكانت النية لدى غالبية الكتاب هي إيجاد منحة اسمية للجميع على أساس الإرث الطبيعي المستحق للأرض.

## علاقة الفكرة بالسياسة
بالنسبة للشكل السياسي، عادة ما ينظر إلى المساواة القائمة على الأصول على أنها مقابلة لاقتراح سياسة فيليب فان باريجيس وفرضيته حول الدخل الأساسي, لكن اقتراحات المساواة القائمة على الأصول لم تلق سوى قدر ضئيل من الاهتمام الأكاديمي. ومع هذا، فإن الموجة الحديثة من سياسات الطريقة الثالثة شهدت تأكيدًا كبيرًا على المسئولية وتكافؤ الفرص وأعادت فتح جدل قديم.
وبعض هذه الأعمال الحديثة حول قدرة السياسة على إحداث الأثر المطلوب لرأس المال الأساسي الشامل أو المساواة القائمة على الأصول قام بها بروس أكرمان وآن ألستوت في مجتمع أصحاب المصلحة. وفي هذه السياسة تكون وسيلة تمويل 'الحصة' عن طريق ضريبة الثروة وتقديم مبلغ 80000 دولار أمريكي لكل من يصل سن الرشد.
وفيما يتعلق بالسياسة الفعلية، فقد أطلق كل من جوردون براون وحزب العمل البريطاني مبادرة الصندوق الاستئماني للطفل، في المملكة المتحدة بينما في الولايات المتحدة تم تطبيق هذه الفكرة في شكل حسابات التنمية الفردية ودافع عنها مايكل شيرادن. وتظل هذه هي أقرب الأمثلة العملية.
تتضح الدوافع وراء هذه السياسة ذات الصلة مثل الصندوق الاستئماني للطفل من المقتطف التالي:

| مساواة قائمة على الأصول | The account can give your child a head start as a young adult. It will help your child understand personal finance and the importance of saving for their future. The account belongs to them and when they turn 18, the money is theirs to use as they think best. | مساواة قائمة على الأصول |

## النقد
وجهت انتقادات لسياسات المساواة القائمة على الأصول، مثل اقتراحات أكرمان وألستوت على أنها لا تحقق المساواة، ونظرًا لأن الناس المختلفين لديهم قدرات ومواهب متباينة في استغلال الثروة المالية، فهناك مخاطرة في أنه من لم يتلقوا تعليمًا تجاريًا رسميًا قد يتنازلون عن ملكيتهم بحريتهم ويضيعون أموالهم أو يقومون 'بوهب الحصة.' ويرى ستيوارت وايت أنه إن لم يتم تصحيح هذه المعرفة فلن نحصل على نتائج تحقق المساواة حيث إن قدرات الناس في الأساس مختلفة في إدارة الأصول. انظر تفضيل زمني وإشباع مؤجل.